# Thiania bhamoensis
Thiania bhamoensis es una especie de araña saltarina del género Thiania, familia Salticidae. Fue descrita científicamente por Thorell en 1887.
Habita en China, India hasta Birmania, Tailandia, Laos y Indonesia (Sumatra, Bali). El macho mide alrededor de 5 a 7 mm y la hembra alrededor de 7 mm.

## Galería

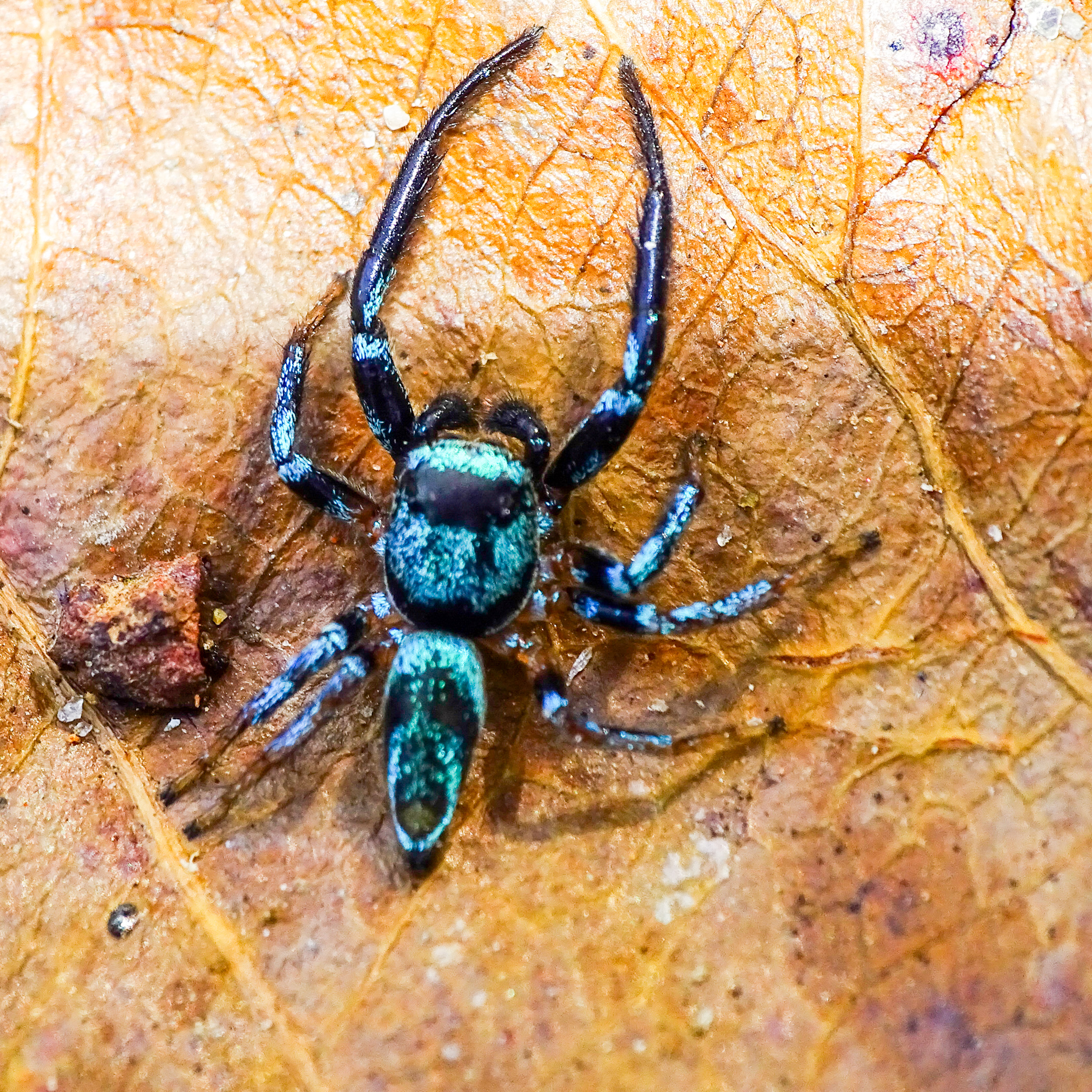
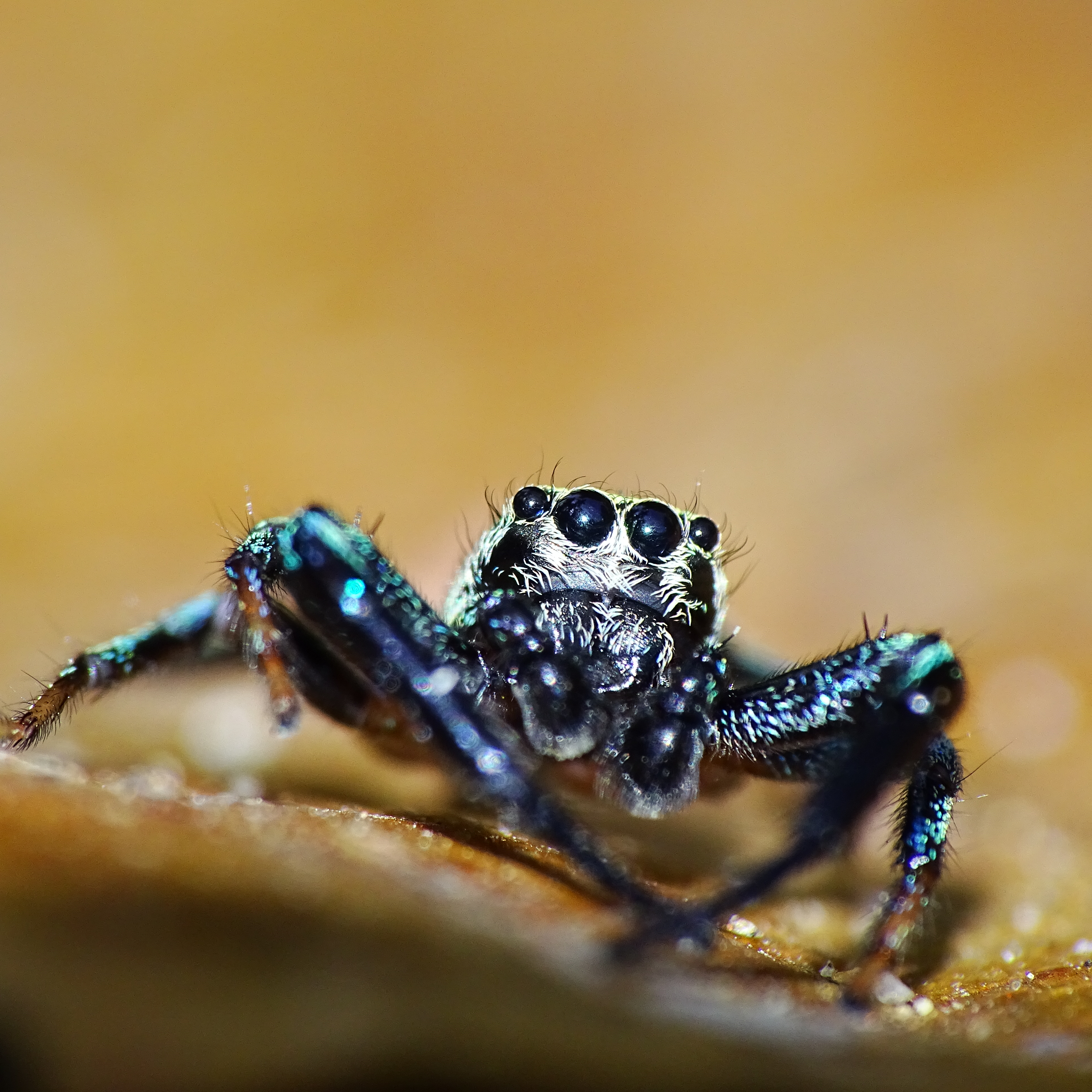
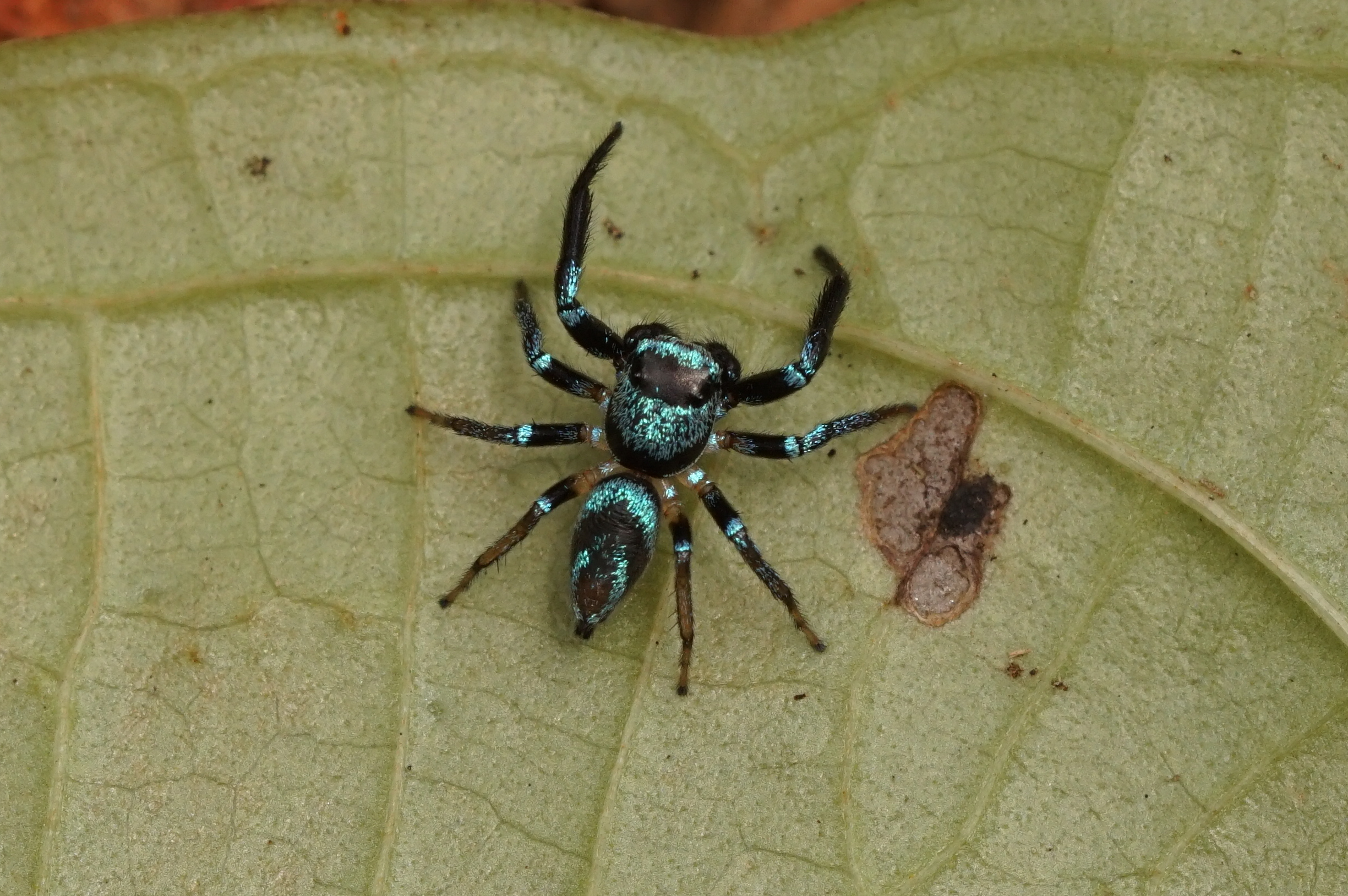
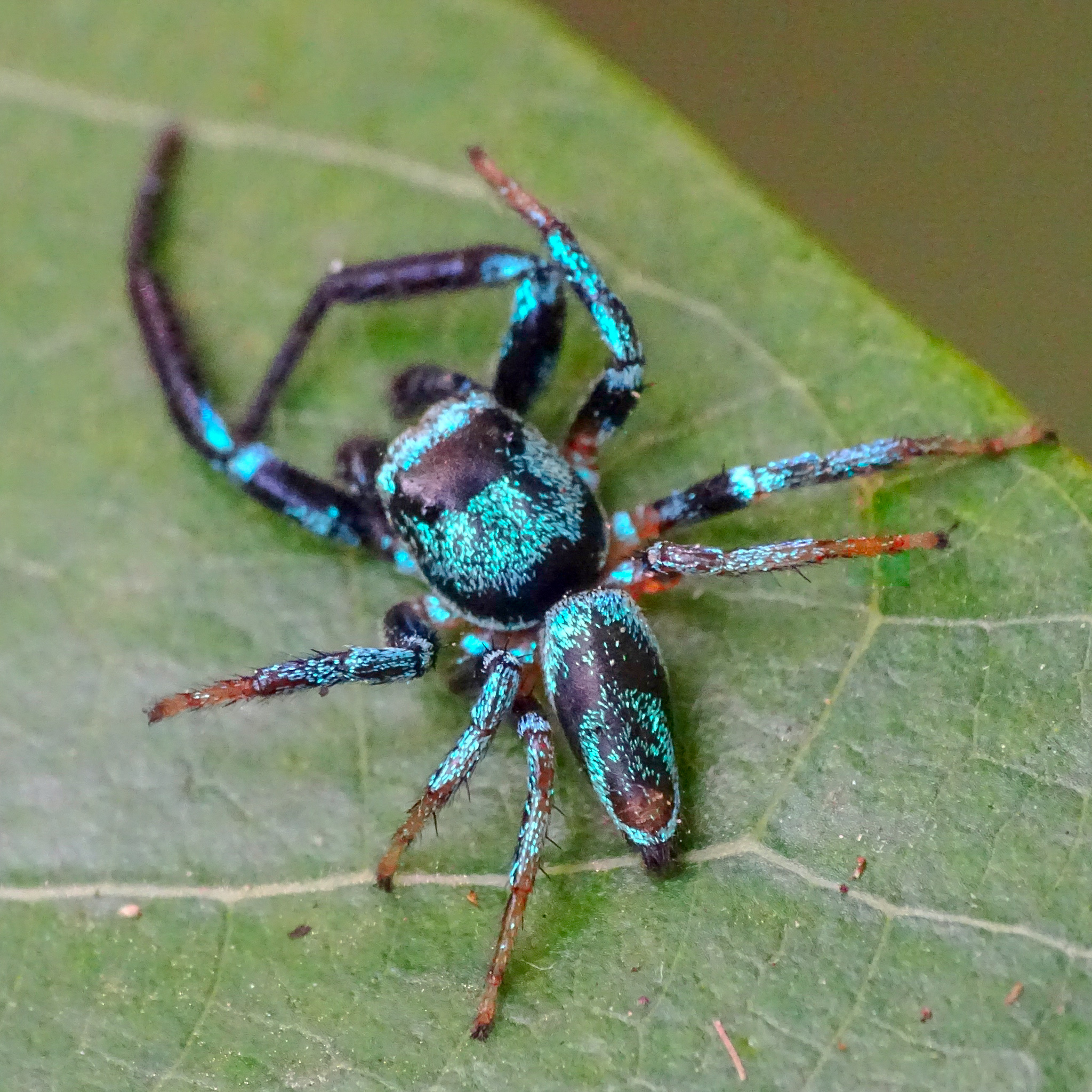